# The House of Fear
The House of Fear er en amerikansk stumfilm fra 1915 af Arnold Daly og Ashley Miller.

## Medvirkende
- Arnold Daly som Ashton Kirk.
- Sheldon Lewis som Charles Cramp.
- Jeanne Eagels som Grace Cramp.
- Ina Hammer som Miss Hohenlo.
- Charles Laite som Harry Pendleton.